# Victor Roelens

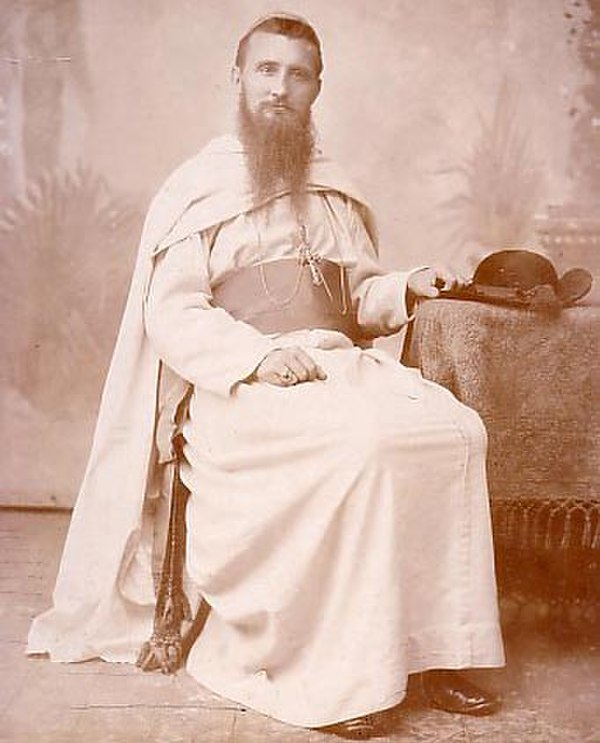
Mgr. Roelens (1896)

Victor Roelens (Ardooie, 21 juli 1858 – Boudewijnstad, 5 augustus 1947) was een Belgisch geestelijke en een apostolisch vicaris van de Rooms-Katholieke Kerk in Opper-Congo.

## Leven
De vader van Roelens was hovenier aan het, dicht bij Ardooie gelegen, Kasteel van Baron de Jonghe d'Ardoye, waar hij geboren werd. Hij liep school in het College van Tielt, waarna hij een jaar in het seminarie van Roeselare verbleef. In 1880 trad hij toe tot de orde van de "Witte Paters" en verhuisde hij naar het klooster van de Witte Paters in Algerije. 
Op 8 september 1884 werd Roelens tot priester gewijd door kardinaal Charles Lavigerie in het hedendaagse Carthago in Tunesië. Tot 1891 verrichtte hij pastorale werkzaamheden, onder meer in St.-Lambrechts-Woluwe, Jeruzalem, en als hulp aan kardinaal Lavigerie bij de organisatie van een comité tegen de slavernij. 
Op 6 juli 1891 vertrok Roelens vanuit Marseille met een groep Witte Paters naar Congo, waar dezen als missionarissen aan het werk gingen. De paters keerden zich tegen uitbuitig van de zwarte bevolking en verrichtten, zoals dat heette, 'beschavingswerk'.
Op 30 maart 1895 werd Roelens benoemd tot apostolisch vicaris van Opper-Congo en tot titulair bisschop van Girba; zijn bisschopswijding vond plaats op 10 mei 1896. In deze functie bouwde Roelens het hoofdkwartier voor de Witte Paters te Congo uit in Kirungu, op een hoogvlakte bij het Tanganyikameer, later Boudewijnstad genoemd en tegenwoordig Moba. Hij leidde er vaklui op (metselaars, smeden, timmerlui, tuiniers, steenbakkers enz.) waardoor hij vervolgens in totaal 102 lagere scholen, een normaalschool, een klein- en een grootseminarie en enkele beroepsscholen kon oprichten. Op 21 juli 1917 zorgde Roelens voor een wereldprimeur toen hij de eerste zwarte priester inwijdde.
Op 22 september 1941 ging Roelens op rust als apostolisch vicaris van Boudewijnstad, de nieuwe naam van het vicariaat sinds 11 juli 1939. Hij overleed op 89-jarige leeftijd in Boudewijnstad (Kirungu), waar hij ook begraven is.

## Gedenktekens
- In 1936 werd het eerste straatdeel van de Brugstraat in Ardooie (tussen de Markt en de Prinsendreef) hernoemd als Mgr. Roelensstraat.

- In 1952 werd op het marktplein van Ardooie een standbeeld ter ere van Mgr. Roelens onthuld. De plaquette op de sokkel spreekt van een 'geniaal missionaris'.[1] Het standbeeld werd vervaardigd in 1947 door de Gentse beeldhouwer Frans Tinel (Ledeberg), steenhouwer Vuylsteke en architect Lucien Lattrez. Na de heraanleg van het marktplein in 1998-1999 werd dit standbeeld verplaatst naar het naburige park, de huidige tuin van de openbare bibliotheek (voormalig huis de Mûelenaere). Sedert toen heeft dit park de naam Mgr. Roelenspark gekregen.

## Trivia
- Eind 2015 werd er door de lokale bierbrouwers "De Bierbutlers" een bier gelanceerd met als naam "Witte Pater". De naam Witte Pater werd gekozen met een knipoog naar Mgr. Roelens. Het is een bier van hoge gisting, hergist op de fles, van 9% vol.

- International Standard Name Identifier: 0000 0000 5364 0248
- Library of Congress Control Number: no2003004750
- Nederlandse Thesaurus van Auteursnamen: 075024306
- Système universitaire de documentation: 258631279
- Virtual International Authority File: 7071095
- WorldCat: E39PBJh4xxKXck9HJm8b3mqfbd